# Bara (Trebišov)
Bara es un municipio del distrito de Trebišov en la región de Košice, Eslovaquia, con una población estimada a final del año 2024 de 267 habitantes.
Se encuentra ubicado al este de la región, en la cuenca hidrográfica del río Ondava (afluente del río Bodrog que, a su vez, lo es del Tisza), y cerca de la frontera con la región de Prešov y Hungría.

## Demografía
| Año        | 1994 | 2004    | 2014     | 2024     |
| ---------- | ---- | ------- | -------- | -------- |
| Población  | 348  | 349     | 301      | 267      |
| Diferencia |      | +0,28 % | −13,75 % | −11,29 % |

| Año        | 2023 | 2024    |
| ---------- | ---- | ------- |
| Población  | 271  | 267     |
| Diferencia |      | −1,47 % |